# 上海文化廣場
上海文化廣場是中華人民共和國上海市黃浦區的一處文藝演出場所。佔地6.5平方米。此處建有亞洲最大的地下音樂劇劇場。

## 歷史
上海文化廣場前身是法國商人邵祿於1928年開設的逸園跑狗場，主要經營赛狗赌博。跑狗场于1930年初开张营业。 1941年，太平洋战争爆发，日军进入上海租界，要求逸園跑狗場将收入的50%上交給日方，法商決定關閉逸園跑狗場，此后，逸園跑狗場成为日军的仓库以及车库。中國抗日戰爭結束後，逸園恢復經營，但是赛狗赌博被禁止，但其他的諸如足球场、旅馆、舞厅、露天电影院、逸园大饭店等经营设施繼續經營。1951年10月，逸园资方的逸园饭店、跑狗场所在土地、建筑全部被劃給上海市文化局。1952年4月，逸园正式更名为上海市人民文化广场。
1954年，新改建的文化廣場落成。文革期間，文化廣場更名為文化革命廣場。1969年12月19日，文化廣場發生嚴重火災。1970年10月，文化廣場完成重建工作。1992年夏，文化廣場用作上海的臨時證券交易所。1997年，文化廣場開設精文花市。2005年10月，精文花市關閉。2011年9月23日，改建後的上海文化廣場開放。此次改建增設地下音樂劇劇場。

## 外部連結
- 官方网站